# 78-ма паралель північної широти
78-ма паралель північної широти — лінія широти, що лежить на 78 градусів північніше земної екваторіальної площини, за Північним полярним колом, в Арктиці. Вона проходить через Атлантичний океан, Європу, Азію, Північний Льодовитий океан та Північну Америку. Це найпівденніша інтегральна паралель, яка не проходить через континентальну частину материка (проходить північніше мису Челюскін на півострові Таймир).
На цій широті під час літнього сонцестояння сонце видно 24 години (полярний день), а під час зимового сонцестояння протягом доби тривають навігаційні сутінки (полярна ніч).

## Список географічних об'єктів, що перетинає 78° пн. ш.
Починаючи з Гринвіцького меридіану та рухаючись на схід, 78-ма паралель північної широти проходить через:
| Координати                                                   | Країна, територія або море | Примітки |
| ------------------------------------------------------------ | -------------------------- | --- |
| 78°0′ пн. ш. 0°0′ сх. д. / 78.000° пн. ш. 0.000° сх. д.      | Атлантичний океан          | Гренландське море                                                                                                |
| 78°0′ пн. ш. 13°39′ сх. д. / 78.000° пн. ш. 13.650° сх. д.   | Норвегія                   | Шпіцберген — проходить через острів Шпіцберген                                                                   |
| 78°0′ пн. ш. 18°25′ сх. д. / 78.000° пн. ш. 18.417° сх. д.   | Стурфьорд[en]              | |
| 78°0′ пн. ш. 21°8′ сх. д. / 78.000° пн. ш. 21.133° сх. д.    | Норвегія                   | Шпіцберген — проходить через острів Едж                                                                          |
| 78°0′ пн. ш. 23°16′ сх. д. / 78.000° пн. ш. 23.267° сх. д.   | Баренцове море             | |
| 78°0′ пн. ш. 67°48′ сх. д. / 78.000° пн. ш. 67.800° сх. д.   | Карське море               | |
| 78°0′ пн. ш. 99°35′ сх. д. / 78.000° пн. ш. 99.583° сх. д.   | Росія                      | Північна Земля — проходить через острів Більшовик                                                                |
| 78°0′ пн. ш. 100°23′ сх. д. / 78.000° пн. ш. 100.383° сх. д. | Карське море               | |
| 78°0′ пн. ш. 103°24′ сх. д. / 78.000° пн. ш. 103.400° сх. д. | Море Лаптєвих              | Проходить південніше острова Малий Таймир[ru], Росія                                                             |
| 78°0′ пн. ш. 123°15′ сх. д. / 78.000° пн. ш. 123.250° сх. д. | Північний Льодовитий океан | |
| 78°0′ пн. ш. 114°43′ зх. д. / 78.000° пн. ш. 114.717° зх. д. | Канада                     | Північно-Західні території — проходить через острів Брок                                                         |
| 78°0′ пн. ш. 114°19′ зх. д. / 78.000° пн. ш. 114.317° зх. д. | Протока Вілкінс[en]        | |
| 78°0′ пн. ш. 112°25′ зх. д. / 78.000° пн. ш. 112.417° зх. д. | Канада                     | Північно-Західні території — проходить через острів Маккензі-Кінг Нунавут — проходить через острів Маккензі-Кінг |
| 78°0′ пн. ш. 109°36′ зх. д. / 78.000° пн. ш. 109.600° зх. д. | Море Густава-Адольфа       | |
| 78°0′ пн. ш. 105°19′ зх. д. / 78.000° пн. ш. 105.317° зх. д. | Протока Маклін[en]         | |
| 78°0′ пн. ш. 102°51′ зх. д. / 78.000° пн. ш. 102.850° зх. д. | Данська протока[en]        | Проходить північніше острова Кінг-Крістіан, Нунавут, Канада                                                      |
| 78°0′ пн. ш. 100°47′ зх. д. / 78.000° пн. ш. 100.783° зх. д. | Канада                     | Нунавут — проходить через острів Еллеф-Рінгнес                                                                   |
| 78°0′ пн. ш. 99°2′ зх. д. / 78.000° пн. ш. 99.033° зх. д.    | Протока Хассель[en]        | |
| 78°0′ пн. ш. 97°28′ зх. д. / 78.000° пн. ш. 97.467° зх. д.   | Канада                     | Нунавут — проходить через острів Амунд-Рінгнес                                                                   |
| 78°0′ пн. ш. 95°1′ зх. д. / 78.000° пн. ш. 95.017° зх. д.    | Норвезька затока[en]       | |
| 78°0′ пн. ш. 87°50′ зх. д. / 78.000° пн. ш. 87.833° зх. д.   | Бауманнфьорд[en]           | |
| 78°0′ пн. ш. 85°24′ зх. д. / 78.000° пн. ш. 85.400° зх. д.   | Канада                     | Нунавут — проходить через острів Елсмір                                                                          |
| 78°0′ пн. ш. 75°48′ зх. д. / 78.000° пн. ш. 75.800° зх. д.   | Протока Нерса              | |
| 78°0′ пн. ш. 72°16′ зх. д. / 78.000° пн. ш. 72.267° зх. д.   | Гренландія                 | Проходить через півострів Кавігарссук                                                                            |
| 78°0′ пн. ш. 24°0′ зх. д. / 78.000° пн. ш. 24.000° зх. д.    | Гренландія                 | Проходить через нунатак Алабама[en]                                                                              |
| 78°0′ пн. ш. 18°52′ зх. д. / 78.000° пн. ш. 18.867° зх. д.   | Атлантичний океан          | Гренландське море                                                                                                |